# Денисов Денис Валерійович
Денис Валерійович Денисов (рос. Денис Валерьевич Денисов; 31 грудня 1981, м. Харків, СРСР) — російський хокеїст, захисник. Виступає за ЦСКА (Москва) у Континентальній хокейній лізі. Заслужений майстер спорту Росії (2012).
Вихованець хокейної школи ЦСКА (Москва). Виступав за ЦСКА (Москва), «Крила Рад» (Москва), «Салават Юлаєв» (Уфа), «Ак Барс» (Казань), «Авангард» (Омськ), «Динамо» (Москва), СКА (Санкт-Петербург).
У складі національної збірної Росії учасник чемпіонатів світу 2005 і 2012 (19 матчів, 2+2). У складі молодіжної збірної Росії учасник чемпіонатів світу 2000 і 2001. У складі юніорської збірної Росії учасник чемпіонату світу 1999.
Досягнення
- Чемпіон світу (2012), бронзовий призер (2005)
- Чемпіон Росії (2006)
- Володар Кубка Шпенглера (2008, 2010)
- Срібний призер молодіжного чемпіонату світу (2000).